# Dipartimento di Zouan-Hounien
Il dipartimento di Zouan-Hounien è un dipartimento della Costa d'Avorio situato nella regione di Tonkpi, distretto di Montagnes.
La popolazione censita nel 2014 era pari a 195.082 abitanti. 
Il dipartimento è suddiviso nelle sottoprefetture di Banneu, Bin-Houyé, Goulaleu, Téapleu, Yelleu e Zouan-Hounien.